# Philippe Constantin
 (octobre 2022).
Pour les articles homonymes, voir Constantin.
Philippe Constantin, né le 30 novembre 1944 à Monségur (Gironde) et mort le 3 janvier 1996 à Bordeaux, est un journaliste, éditeur et producteur de musique. Un prix musical remis de 2002 à 2011 a porté son nom en son honneur.

## Biographie
Il arrive à Paris en 1962 pour faire la prépa HEC à Louis-le-Grand, prépa dont il finira dernier. Il devient journaliste à Best, à Jazz Hot, à Rock & Folk dès le début du titre, et à Jeune Afrique. 
Pour promouvoir un concert de Jimi Hendrix, il utilise le matériel de la LCR et se trouve de facto débarqué du mouvement.
Il rentre chez Pathé Marconi en 1968 pour s'occuper du catalogue international (Blue Note, Pink Floyd, Deep Purple, Leonard Cohen). En 1971, il produit pour Harvest Le Bal du rat mort, unique album légendaire du groupe de musique progressive français Komintern. En 1973, il dirige les éditions Pathé. En 1978, il fonde sa maison d'éditions, nommée Clouseau Musique, puis, avec Patrick Zelnik et Thierry Haupais (1952-2007), la branche française de Virgin en 1980. 
Il en part en 1985, en compagnie de François Branchon et Sylvie Peyre, pour prendre la direction du « nouveau » Barclay à l'appel d'Alain Lévy. Il rénove le label en faisant signer des artistes rock comme Noir Désir ou Alain Bashung. En 1986, il expédie la reprise de Douce France de Charles Trenet par Carte de séjour à tous les députés, souhaitant donner une visibilité à la France en mouvement. Il rend son contrat à Claude Nougaro.
En 1990, il prend la tête de Mango Island, spécialisée dans les musiques du monde. Il y signera Angélique Kidjo et Salif Keita.
Il décède le 3 janvier 1996 du paludisme. Stephan Eicher lui a dédié son album 1000 vies et la chanson Der Rand der Welt. 
Il est un de ceux qui ont lancé Julien Clerc, Jacques Higelin, Téléphone, Starshooter, Marquis de Sade, Étienne Daho, les Rita Mitsouko ou Valérie Lagrange. Le Prix Constantin, remis de 2002 à 2011, a été nommé ainsi en son honneur.